# Alfrida

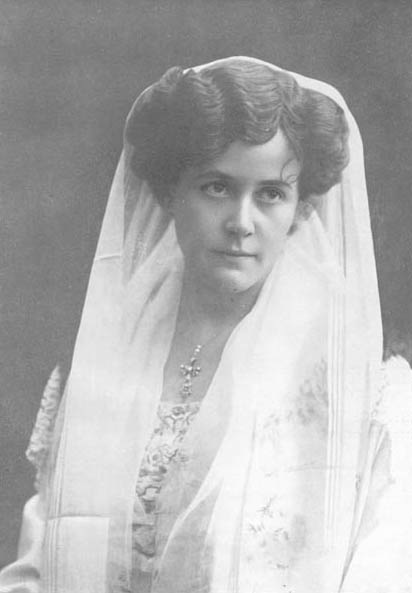
Alfrida "Frida" Winnerstrand

Alfrida är ett fornnordiskt kvinnonamn (ursprungligen Alfridh) som är sammansatt av orden alf och frid som betyder vacker, skön. Det kan också vara en variant av det tyska namnet Elfriede, sammansatt av ord som betyder ädel och fred. Det äldsta belägget för Alfrida i Sverige är från år 1823. Namnet var som mest populärt under senare hälften av 1800-talet.
Den 31 december 2019 fanns det totalt 892 kvinnor folkbokförda i Sverige med namnet Alfrida, varav 62 bar det som tilltalsnamn.
Namnsdag i Sverige: 3 januari (sedan 1986)

## Personer med namnet Alfrida
- Frida Dahlskog (1877–1932), svensk skådespelare
- Frida Greiff (1884–1959), svensk skådespelare
- Alfrida "Frida" Winnerstrand (1881–1943), svensk skådespelare